# Salle des Traditions de la Garde Républicaine
Salle des Traditions de la Garde Républicaine (Sál tradic Republikánské gardy) je muzeum v Paříži. Nachází se ve 4. obvodu na Boulevardu Henri-IV. Muzeum se zaměřuje na dějiny francouzské Republikánské gardy.

## Historie
Muzeum je umístěno v kasárnách na místě bývalého celestýnského kláštera.